# Béla Fejér
Béla Csongor Fejér (sinh ngày 11 tháng 5 năm 1995) là một cầu thủ bóng đá người România gốc Hungary, thi đấu cho Sepsi Sfântu Gheorghe ở vị trí thủ môn.